# Реброво (нос)
Носът Реброво (на английски: Rebrovo Point) е свободен от лед морски нос на югозападния бряг на остров Сноу, вдаващ се 200 м в протока Бойд. Разположен 2.84 км югоизточно от нос Мънро и 2.83 км северозападно от нос Конуей. Прилежаща свободна от лед площ 53 ха. Районът е посещаван от ловци на тюлени през 19 век.
Координатите му са: 62°49′44″ ю. ш. 61°28′31″ з. д. / 62.828889° ю. ш. 61.475278° з. д..
Наименуван е на селището Реброво в Западна България. Името е официално дадено на 23 ноември 2009 г.
Българско картографиране от 2009 г. и 2010 г.

## Карти
- Л. Иванов. Антарктика: Остров Ливингстън и острови Гринуич, Робърт, Сноу и Смит. Топографска карта в мащаб 1:120000. Троян: Фондация Манфред Вьорнер, 2009. ISBN 978-954-92032-4-0